# Epidendrum barbeyanum
Epidendrum barbeyanum es una especie de orquídea epífita del género Epidendrum.

## Descripción
Es una pequeña orquídea epífita, con rizomas abreviados; tallos secundarios de 20 cm de alto y 5 mm de ancho, ligeramente comprimidos, 6- o 7-foliados. Hojas de hasta 13 cm de largo y 4 cm de ancho, ápice obtuso, carnosas. La inflorescencia umbeliforme, abreviada, con 5–10 flores grandes, subsésil, las brácteas florales patentes, las flores erecto-patentes, amarillo-verdosas; sépalos hasta 30 mm de largo y 8–10 mm de ancho, obtusos a agudos; pétalos de 30 mm de largo y 6.5 mm de ancho, agudos; la porción libre del labelo reniforme, 17 mm de largo y 38 mm de ancho, base cordiforme con 2 aurículas, bordes ondeados, 3-lobada, los lobos laterales oblicuamente ovados, sobrepasando bastante el lobo medio, el lobo medio diminuto, emarginado, disco con 2 callos alargados y divergentes; columna 15 mm de largo, recta, con el ápice dilatado; ovario y pedicelo juntos hasta 6 cm de largo.

## Distribución
Se encuentra en Venezuela, Costa Rica, Panamá y Nicaragua en los bosques estacionalmente secos como epifita en las elevaciones de alrededor de 500 a 1850 metros.

## Taxonomía
Epidendrum barbeyanum fue descrita por John Lindley y publicado en Bulletin de l'Herbier Boissier 3(11): 607–608. 1895.
Etimología
Ver: Epidendrum
barbeyanum: epíteto latino que significa "con pequeña barba".
Sinonimia
- Neolehmannia barbeyana (Kraenzl.) Garay & Dunst.[4][5]